# Mănăstirea Boureni

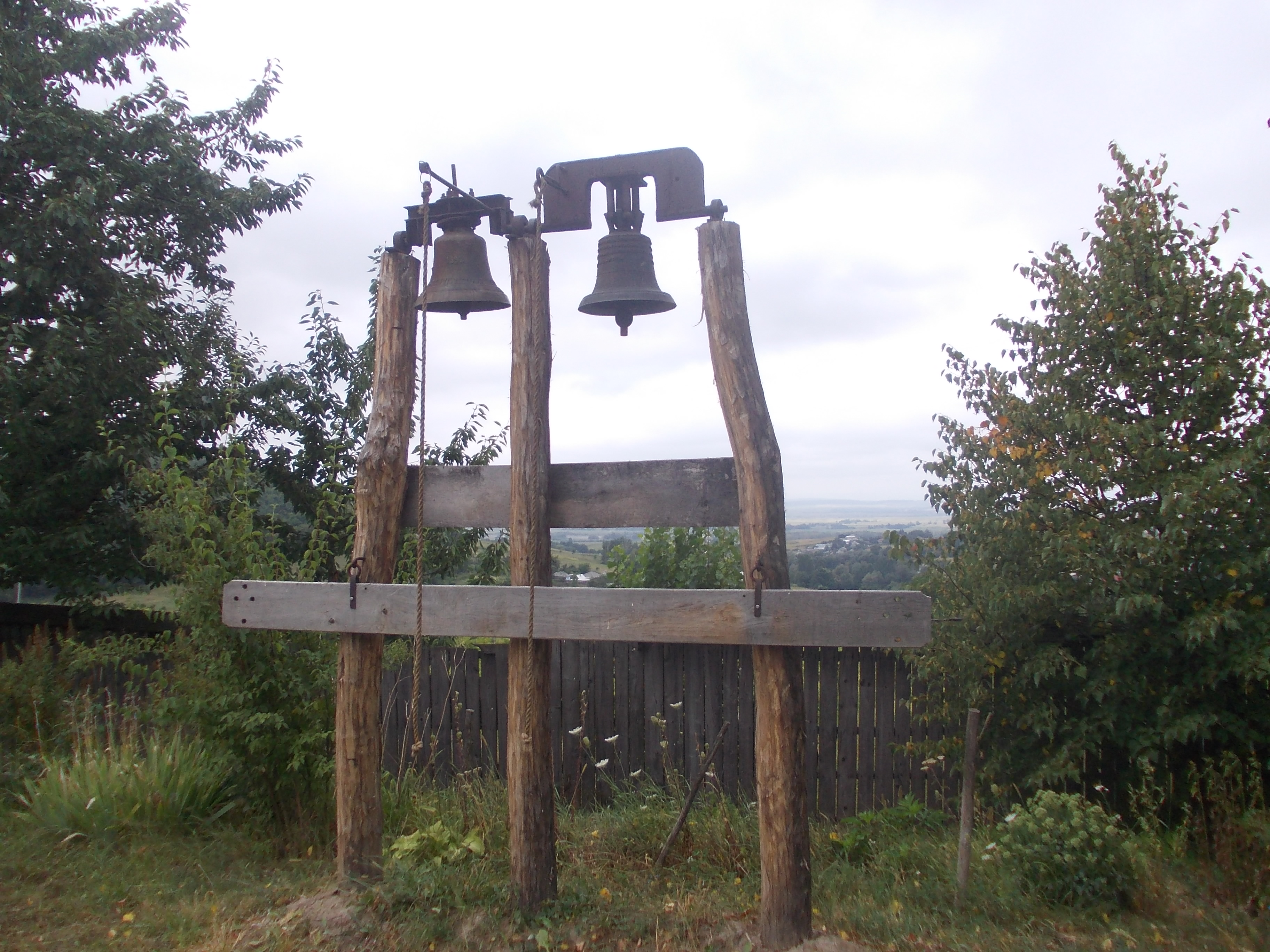
Clopotniţă

Mănăstirea Boureni este o mănăstire ortodoxă din România situată în comuna Moțca, județul Iași.